# Buyende (district)
Buyende is een district in het oosten van Oeganda. Hoofdstad van het district is de stad Buyende. Het district telde in 2020 naar schatting 414.600 inwoners op een oppervlakte van 1.845 km².
Het district werd opgericht in 2010 door afsplitsing van het district Kamuli. Het ligt aan de zuidelijke oever van het Kyogameer. Het district is onderverdeeld in 6 sub-counties, 38 gemeenten (parishes) en telt 353 dorpen.